# 2023-as kanári-szigeteki regionális választás
A 2023-as kanári-szigeteki regionális választást 2023. május 28-án tartották meg, amelynek keretében megválasztották a spanyolországi Kanári-szigetek regionális parlamentjét. A választáson 70 mandátumot osztottak ki. A választás napján Spanyolország 11 másik autonóm közösségében is regionális választásokat tartottak, emellett helyhatósági, önkormányzati választásokat országszerte.

## Választási rendszer
A választáson Kanári-szigetek parlamentjének képviselőit választották meg. A parlament egykamarás, jogait pedig a Kanári-szigetek státuszegyezmény tartalmazza, amely a spanyol alkotmány regionális és kormány közti hatalommegosztást definiálja.
A választáson általános szavazójog érvényesül. A választáson 18 éven felüli, kanári-szigeteki lakcímmel rendelkező, spanyol állampolgár szavazhat. A külföldön élő kanáriaknak a szavazás előtt regisztrálniuk kell magukat és az "expat szavazatokhoz" kerülnek a szavazataik. A parlamentbe az összesen 70 mandátumot arányos képviselet értelmében, zártlistás rendszerben lehet megszavazni. A bejutási küszöb 15%-os. Szigetenként van fix mandátum, amit mindenképpen kiosztanak: 3 El Hierro, 8 Fuerteventura, 15 Gran Canaria, 4 La Gomera, 8 La Palma, 8 Lanzarote és 15 mandátum Tenerife szigetnek kerül kiosztásra fixen.

## Szlogenek
| Párt/koalíció neve | Párt/koalíció neve | Eredeti szlogen                         | Magyar fordítás                          | Ref.  |
| ------------------ | ------------------ | --------------------------------------- | ---------------------------------------- | ----- |
|                    | PSOE               | « Canarias en buenas manos »            | "Jó kezekben a Kanári-szigetek!"         | [ 1 ] |
|                    | PP                 | « A la altura de un gran país! »        | "Egy nagyszerű ország magasságában!"     | [ 2 ] |
|                    | CCa–PNC            | « El partido de Canarias! »             | "A Kanári-szigetek pártja!"              | [ 3 ] |
|                    | Podemos–IUC–SSP    | « El futuro de Canarias empieza aqui! » | "A Kanári-szigetek jövője itt kezdődik!" | [ 4 ] |
|                    | NC                 | « Con ustedes gobernamos! »             | "Önökkel kormányozunk."                  | [ 5 ] |
|                    | Cs                 | « Liberales »                           | "Liberálisok"                            | [ 5 ] |
|                    | VOX                | « Empezando por lo que importa »        | "Hozzálátunk ahhoz ami igazán fontos."   | [ 6 ] |
|                    | ASG                | « Lo hacemos posible »                  | "Lehetővé tesszük!"                      | [ 7 ] |
|                    | UxcGC              | « Lo importante es Gran Canaria »       | "Gran Canaria az, ami számít!"           | [ 8 ] |
|                    | AHI                | « El futuro que queremos »              | "A jövő, amit szeretnénk!"               | [ 9 ] |

## Választási kampány

### Spanyol Szocialista Munkáspárt
A párt a régió hivatalban levő elnököt Ángel Victor Torreszt indítja ismét jelöltként.

### Néppárt
A Néppárt Manuel Domínguezt indította jelöltként. A kampányban arról beszéltek, hogy nem értenek egyet a kormánykoalíció gazdaságpolitikájával. A vállalkozások megsegítéségét illetve adóterheinek csökkentését tűzték ki célul. Kiemelték, hogy a szigeteken a munkanélküliség és különösen a fiatalok magas munkanélkülisége komoly probléma, ami ellen sürgős lépéseket kell tenni.

### Podemos
A párt Noemí Santana képviselőt indította jelöltként. Kormányon folytatni kívánják a megindított változtatásokat: az emberek szociális helyzetének a javítását tartják elsődlegesen fontosnak. 

### Új Kanáriak Pártja
A párt régióban az egyik 2019 óta kormányzó párt, amely Roman Rodríguezt indította. Kampányukban ígéretet tettek hogy a Kanári-szigeteket kihúzzák a válságos helyzetéből és hogy folytatják az önkormányzatokkal, a regionális kormánnyal együttműködve a munkájukat, amelynek keretében javultak a sziget gazdasági mutatói, a munkanélküliséget a 2007 körüli szintre csökkentették.

### Polgárok
A Polgárok Isabel Bello tenerifei képviselőt jelölte. A párt fontosnak tartja, hogy a közigazgatásban reformokat hajtsanak végre illetve hogy harcoljanak a populizmus ellen.

### VOX
A VOX Nicasio Galvánt a párt las palmasi szervezetének képviselőjét indította jelöltként. Kampányában az ingatlan spekuláció kedvezőtlen hatásairól, a közbiztonság romlásáról, a kevés ipari és kereskedelmi beruházás problémájáról beszélt. Szót emelt a tömeges bevándorlás és az illegális bevándorlás ellen. Fontosnak tartja a helyi értékek, szokások védelmét. Egy másik kampányvideóban a bevándorlást, a feminizmust, a transztörvényt, LMBT közösséget kritizálta.

### Gomerai Szocialista Csoport
A párt Casimiro Curbelót indítja elnök-jelöltként. Curbelo kampányában arról beszélt, hogy a pártnak fel kell hívnia a Kanári-szigeteki döntéshozóknak a figyelmet El Hierro és Gomera szigetekre, amikkel nem tőrödnek eleget és álláspontjuk szerint, emiatt az ezen szigeten lakó állampolgárok jóval kiszolgáltatottabbak a változásokra.

### Egyesülve Gran Canariáért
A párt kampányában legfontosabbnak a sziget gazdasági és társadalmi problémáinak a megoldását tartja. Komoly problémának látja a párt, hogy álláspontjuk szerint Gran Canarian magas adóterhek sújtják a vállalkozásokat, illetve az adókból aránytalanul keveset kap vissza a sziget.

### Független El Hierróiak Csoportja
A párt szerint fontos jobban felhívni a döntéshozók figyelmét El Hierro szigetre, mert a szigettel eddig nem törődtek eleget, emiatt kevés munkalehetőség van és sok fiatal elvándorol a szigetről. 